# Aníbal Magón

La campaña de Aníbal en 409 a. C.:
1.-El ejército cartaginés se encamina hacia Hímera tras haber saqueado Selinunte
2.-La armada cartaginesa permanece anclada en Motia.
3.-Cinco mil hoplitas a las órdenes de Diocles alcanzan Hímera tras haber sido rechazados anteriormente por los cartagineses.
4.-El ejército cartaginés no logra tomar Hímera por asalto, pero vence al enemigo en campo abierto.
5.-Siracusa despacha veinticinco trirremes a Hímera.
6.-Los navíos siracusanos evacúan a la mitad de la mitad de la población de Hímera y la trasladan a Mesina (Messana) tras la derrota griega a las puertas de la ciudad.
7.-Hímera cae en poder cartaginés tras la evacuación parcial de la ciudad por parte griega.

Aníbal Magón († 406 a. C.) fue un general y político cartaginés, nieto de Amílcar Magón. 
Fue sufete de Cartago en 410 a. C. y en el 409 a. C. fue puesto al mando de un ejército cartaginés enviado a Sicilia en respuesta a una petición de la ciudad de Segesta. Tomó con éxito las ciudades griegas de Selinunte e Hímera. En el proceso de esta conquista, se dice que acabó con la vida de unos 3.000 prisioneros de guerra, al parecer como venganza por la derrota que su abuelo sufrió en la Batalla de Hímera, setenta años antes. 
En 406 a. C., Aníbal Magón murió en una plaga que se había declarado durante el asedio de Agrigento. 
Esta persona no debe confundirse con el mucho más famoso general cartaginés Aníbal Barca, que mandó las fuerzas cartaginesas durante la segunda guerra púnica dos siglos más tarde.